# 幽靈震動症候群
幽靈震動症候群（英語：Phantom vibration syndrome），或稱「幽靈鈴聲症候群」（Phantom ringing syndrome），華語上又作幻觉震动综合症，是指感覺自己的手機在響動，但其實不然的錯覺。儘管該術語帶著症候群一詞，但克利夫兰诊所醫學研究院副研究主任兼凱斯西儲大學醫學系教授麥可·B·羅斯伯格（Michael B. Rothberg）認為其不應被視作為一種病症，而更應該被歸類成一種觸幻覺，原因在於大腦感知到實際上並不存在的感覺。WebMD隨後參考羅斯伯格的觀點刊登了一篇關於幽靈震動症候群的文章，多家報章或網站，如全國公共廣播電台、CBS新聞、喧鬧和《今日心理學》在2010年代亦發表過多篇關於該症候群的文章。
淋浴、看電視或使用響鬧的設備時都可能會出現幽靈震動，且大多出現在隨身手機設定為震動模式的人身上。普通人對1,000至6,000赫茲之間的聽覺音調特別敏感，而手機鈴聲的頻率聲通常落在這一範圍內。普渡大學韋恩堡分校心理學系教授蜜雪兒·德魯恩研究後發現其所在大學的10個本科生中就有9位曾經歷過幽靈震動。

## 歷史
在手機普及之前，美國漫畫家斯科特·亚当斯便於1996年在其作品《呆伯特》中將這種感覺稱為「幽靈傳呼機症後群」（Phantom-pager Syndrome）。幽靈震動症候群一詞的最早使用可追朔至2003，一篇由筆名為羅伯特·D·瓊斯（Robert D. Jones）的專欄作家發表，題為「幽靈震動症候群」的《新匹茲堡信使報》文章。他在該文章中指出人們的思維或身體會誤報我們的腰帶、口袋甚至錢包發生假想震動，並認為這可能是身體神經損傷、心理健康問題或兩者兼而有之的結果。
其他描述幽靈震動症候群的類似術語包括「手機幻聽」（Ringxiety，ring與anxiety的混成詞）、「假鈴聲」（Fauxcellarm，faux、cellphone與alarm的混成詞，發音與虛報類似）、「Phonetom」（phone與phantom的混成詞）與「幽靈手機訊號」（phantom phone signals）。印度理工學院海得拉巴校區文理學院副教授艾瑪莉塔·德布（Amarita Deb）在2007年首次對這種現象進行研究，當時她以手機幻聽稱之。五年後，幽靈震動症候群被選為麥覺理字典的年度單詞。

## 成因
幽靈震動的起因仍然未明，但初步研究指出有可能是過度使用手機造成所致的成癮造成。震動通常在隨身攜帶手機的習慣養成一個月到一年後開始發生，德布認為當某人預計自己會收到來電或訊息時，大腦皮質可能會將其他感覺輸入（肌肉收縮、衣服壓力或音樂）誤解為手機振動或鈴聲。這可以理解成人體受到心理屬性的潛在重大影響後，其感覺統合過程出現問題，而左右此過程的閾值包括個人經歷、期許或心理狀態等。
某些幽靈震動經歷有可能是空想性错视的一種，也可視作成一種受性格、環境與身體條件的個體差異影響的心理現象。與人際關係不安全感有關的心理屬性——依附焦慮（Attachment anxiety）被認為是其中一種可預報幽靈震動症候群發生頻率的要素。研究亦表明它可能與幻聽之類的現象有著不同的機制。

## 治療與流行病學
多數手機用家在大部分研究中都報稱有幽靈震動的經歷，比例介乎29.6–89%。每兩週一次最為常見，但也有少數人每天都有，甚至為此受到嚴重滋擾。與此同時，目前有關治療幽靈震動症候群的研究仍然很少，對某些人來說將手機放在不同位置能有效減少該錯覺，其他方法包括關閉震動模式、更改鈴聲、震動音或完全使用不同的設備等。

## 延伸閱讀
- Haupt, Angela. . USA Today (McLean, VA: Gannett). June 12, 2007  [September 4, 2011]. ISSN 0734-7456. （原始内容存档于2012-07-12）.